# Yakir Aharonov
Yakir Aharonov (hébreu : יקיר אהרונוב), né le 28 août 1932, est un physicien israélien spécialisé en mécanique quantique. 
Professeur émérite de l'université de Tel Aviv, il est professeur de physique théorique à l'université Chapman. Il est également président de l'Institut israélien pour la recherche avancée (IYAR).

## Biographie
Yakir Aharonov naît à Haïfa. Il fait des études au Technion de Haïfa, où il obtient un baccalauréat universitaire en sciences en 1956. Il commence des études graduées au même endroit, puis déménage à l'université de Bristol, au Royaume-Uni, et obtient un Ph.D. en 1960 sous la supervision de David Bohm.
Spécialisé en mécanique quantique et en théorie quantique des champs, il décrit, avec Bohm, l'effet Aharonov-Bohm en 1959, qui lui méritera le prix Wolf en 1998.
En 1960–1961, il est chercheur à l'université Brandeis, puis enseigne à l'université Yeshiva de 1961 à 1967. De 1967 à 2006, il est professeur à l'université de Tel Aviv. Il enseignera également à l'université Yeshiva et à l'université de Caroline du Sud.
De 2006 à 2008, il est professeur à l'université George Mason. À partir de 2008, il est professeur à l'université Chapman.